# デシューツ郡 (オレゴン州)
デシューツ郡（英: Deschutes County, IPA: /də ʃuts/）は、アメリカ合衆国オレゴン州中部に存在する郡。人口は19万8253人（2020年）。1916年にクルック郡から分離され設立した。郡の名称は、19世紀初頭にフランス系カナダ人の狩猟者たちによって命名されたデシューツ川に由来する。ベンド都市圏の一部を形成し、ベンドに郡庁所在地を置く。

## 経済
1990年代、デシューツ郡は娯楽活動の発展によりオレゴン州の郡では最大の経済成長を遂げた。主要産業は製材業、観光、放牧、および芋を中心とした農業である。農務省林野部が郡内の51%の土地を所有している。

## 地理
アメリカ合衆国国勢調査局の調べによれば、デシューツ郡の総面積は7,912 km²（3,055 mi²）である。総面積の内、7,817 km²（3,018 mi²）が陸地で、95 km²（37 mi²、総面積の1.20%）が水地である。

### 隣接郡
- ジェファーソン郡 - （北）
- クルック郡 - （東）
- ハーニー郡 - （南東）
- クラマス郡 - （南）
- レイク郡 - （南）
- レーン郡 - （西）
- リン郡 - （北西）

## 人口統計
2000年国勢調査で、この郡は人口115,367人、45,595世帯、及び31,962家族が暮らしている。人口密度は15/km² (38/mi²)である。7/km² (18/mi²)の平均的な密度に54,583軒の住宅が建っている。この都市の人種的な構成は白人94.85%、アフリカン・アメリカン0.19%、先住民0.83%、アジア0.74%、太平洋諸島系0.07%、その他の人種1.36%、及び混血1.96%である。人口の3.73%はヒスパニックまたはラテン系である。
45,595世帯のうち、32.10%が18歳未満の子供と一緒に生活しており、58.00%は夫婦で生活している。8.50%は未婚の女性が世帯主であり、29.90%は結婚していない。22.00%は1人以上の独身の居住者が住んでおり、7.70%は65歳以上で独身である。1世帯の平均人数は2.50人であり、結婚している家庭の場合は、2.91人である。
この都市内の住民は24.80%が18歳未満の未成年、18歳以上24歳以下が7.80%、25歳以上44歳以下が28.60%、45歳以上64歳以下が25.70%、及び65歳以上が13.10%にわたっている。中央値年齢は38歳である。女性100人ごとに対して男性は98.70人である。18歳以上の女性100人ごとに対して男性は97.00人である。
この都市の世帯ごとの平均的な収入は41,847米ドルであり、家族ごとの平均的な収入は48,403米ドルである。男性は34,070米ドルに対して女性は25,069米ドルの平均的な収入がある。この地域の一人当たりの収入 (per capita income) は21,767米ドルである。人口の9.30%及び家族の6.30%は貧困線以下である。全人口のうち18歳未満の10.40%及び65歳以上の6.10%は貧困線以下の生活を送っている。

## 都市と町
- ベンド（郡庁所在地）
- レドモンド
- シスターズ

### 非法人地域・国勢調査指定地域
- ブラザーズ
- デシューツ・リバー・ウッズ
- ラパイン
- サンリバー
- テルボンヌ
- スリーリバーズ